# David Elmasllari
David Elmasllari (ur. 23 lipca 1992) – albański aktor i kompozytor muzyki.

## Życiorys
W roku 2014 ukończył studia licencjackie z informatyki. 17 października tego samego roku założył albański magazyn sportowy ScissorKick.

## Życie prywatne
6 lipca 2015 roku poślubił Flavię Myrtaj.

## Filmografia

### Filmy
| Rok  | Tytuł          | Rola    |
| ---- | -------------- | ------- |
| 2001 | Hasła          | David   |
| 2004 | I dashur armik | David   |
| 2014 | Bota           | Sobotka |